# Vino espumoso

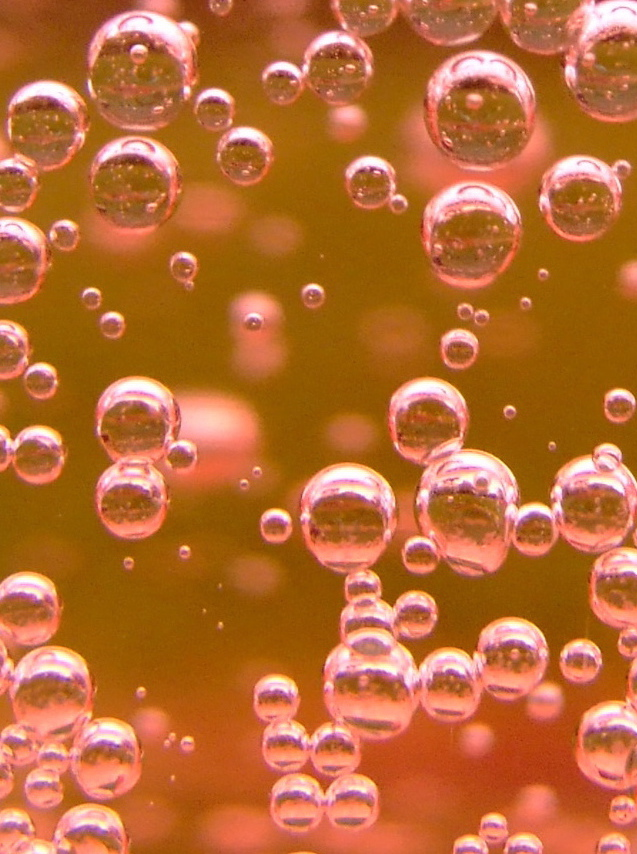
Burbujas en un vino espumoso rosado.

Los vinos espumosos, vinos espumantes o de aguja son vinos con gas disuelto. El gas se consigue haciendo que haya una segunda fermentación dentro de la botella cerrada (o en algunos casos en depósitos cerrados de algunos hectolitros), el CO2 que se produce no puede escapar y se disuelve en el líquido. La segunda fermentación en botella se puede conseguir añadiendo azúcar, embotellando el vino antes de que haya terminado de fermentar o cerrando la cuba de fermentación antes de que termine esta.
Un caso aparte son los vinos gasificados a los cuales se les añade artificialmente el gas a la manera de los refrescos gaseosos.
Solo si siguen el método tradicional (también llamado método champenoise), se podría considerar champán o equivalente, y aun así solo se permite el nombre de champán a los que tienen la denominación de origen en el Viñedo de Champaña.
Los vinos espumosos elaborados en España se llaman cavas, utilizando también el método tradicional para su elaboración. La primacía en vinos espumosos españoles corresponde a la localidad de San Sadurní de Noya, perteneciente a la comarca del Alto Penedés , en ella se iniciaron las elaboraciones y se las llevó a la más alta perfección de los métodos seguidos en la región francesa de Champaña-Ardenas, y en ella se obtiene la mayor parte de la producción nacional. En proporciones menores (menos del 15%, en realidad) se preparan espumosos en Aragón, Castilla y León, Castilla-La Mancha, Extremadura, La Rioja, País Vasco, Región de Murcia, Navarra y recientemente en Andalucía.
Los espumosos son muy apreciados como acompañante de aperitivos debido a su buena acidez, pero también combinan muy bien con mariscos o pescados.

## Métodos de producción
Existen varios métodos para elaborar vino espumoso. Todos ellos conducen a lo que tradicionalmente se denomina "prise de mousse", es decir, la fase final de la vinificación, que da al vino su efervescencia. El método más utilizado es el tradicional, también conocido como "método Champagne".
El uso de la AOC Champagne prohíbe a otras producciones referirse a este viñedo, entonces utilizan la mención "método tradicional". En cuanto a los vinos de Champagne, se denominan "Champagne" y son los únicos autorizados a utilizar el término "méthode champenoise". De hecho, los vinos de Champagne han abandonado sabiamente el término "crémant", que solía corresponder a los champanes de demi-presión, a cambio de que los demás vinos abandonen el término "méthode champenoise", que en el futuro se reservará exclusivamente a los champagnes4.
Existen siete métodos principales de producción de vinos espumosos, con algunas variaciones. Sin querer indicar qué métodos de producción producen los mejores vinos, existe un consenso en que los cuatro primeros métodos, en los que la segunda fermentación tiene lugar en la botella, son generalmente preferibles a los tres últimos. La siguiente tabla muestra las principales características de cada método. A continuación se describen los métodos en el texto. Hay que tener en cuenta que cada método puede variar de un productor a otro.

## Tipos de cepas
Los vinos espumosos se elaboran a partir de muchos tipos de uva, aunque tres de ellos son los más utilizados: Chardonnay, Pinot Noir y Pinot Meunier.
La mayor parte de los vinos espumantes se hacen con una mezcla de Chardonnay y Pinot Noir, por ejemplo 60%/40%. Los champanes Blanc de blanc (blanco de blanco) son 100% chardonnay.. El champán Blanc de noir (blanco de negro) se hace al 100% con Pinot Noir o uvas tintas, usando una especial presión rápida, de manera que el color tinto del hollejo no manche el mosto prensado.
- Chardonnay: Es una uva blanca
- Pinot Noir: Es una uva tinta de pulpa blanca
- Pinot Meunier: Otra uva tinta de pulpa blanca

El vino puede ser blanco, rosado o tinto.

## Clasificación según su método de gasificación
- El Tradicional, Traditionnelleh o Champenoise: Consiste en someter el vino, una vez embotellado, a una segunda fermentación para producir el gas. Este proceso se aplica al champán y es considerado el de mayor calidad.
- El Charmat o Granvas: Con este método se hace la segunda fermentación del vino en grandes tanques; cuando ya está gasificado se embotella. Aunque es más económico y sencillo que el anterior, el resultado final es óptimo.
- El Gasificado: Se inyecta el gas directamente en el vino, de manera industrial. Las burbujas obtenidas son más gruesas y menos integradas que en los dos procesos anteriores.

## Lista de vinos espumosos

### Alemania
El Sekt alemán
Sekt es un término alemán que designa al vino espumoso. La mayor parte de la producción de Sekt (alrededor del 95%) se realiza con el método de tanque cerrado, el resto se hace con el método tradicional. Un vino espumoso barato con inyección de CO2 no puede llamarse Sekt, sino Schaumwein (vino espumoso en alemán, literalmente "vino espumoso"), el vino espumoso se llama Perlwein. Alrededor del 90% de Sekt se elabora, al menos en parte, con vinos importados de Italia, España y Francia. El Sekt llamado Deutscher Sekt se elabora exclusivamente con uvas alemanas y el Sekt bA (bestimmter Anbaugebiete, paralelo al Qualitätswein bA), se elabora sólo con uvas de una de las 13 regiones vinícolas de calidad de Alemania.
Algunos de los vinos de mayor calidad se elaboran a menudo con Riesling, Pinot Blanc, Pinot Gris y Pinot Noir, muchos de los cuales se consumen localmente y no se exportan. Estos sekts suelen estar marcados con el nombre del pueblo y de los viñedos de los que proceden las uvas13. El Sekt bA de primera calidad, producido en pequeños lotes, suele denominarse Winzersekt (sekt del viticultor), ya que suele ser producido por un productor con sus propios viñedos, en lugar de por las grandes empresas productoras de Sekt (Sektkellereien), que compran uvas o vino base a gran escala para su producción. En Austria, el término correspondiente es Hauersekt.
La producción de vino espumoso en Alemania se remonta a 1826, cuando Georg Christian Kessler (1787-1842), que ya había trabajado en la casa de champán Veuve Clicquot de 1807 a 1826, fundó GC Kessler & Co. en Esslingen am Neckar. Los nombres utilizados por los productores alemanes para sus vinos espumosos en el siglo XIX eran "Mousseux", "Sect" o "Champagne" (o Champagner), pero el Tratado de Versalles de 1919 prohibió a Alemania utilizar este nombre mucho antes de que la normativa de la Unión Europea lo prohibiera fuera de Champagne. Sekt era originalmente un nombre alemán informal para el vino espumoso, inventado en Berlín en 1825, pero era de uso común en la década de 1890. Alemania ha intentado durante mucho tiempo que la denominación Sekt se reservara a los vinos espumosos de países en los que el alemán es la lengua oficial, pero esta normativa fue anulada por el Tribunal de Justicia de las Comunidades Europeas en 1975. En la década de 1970, otra sentencia judicial eliminó el monopolio de los grandes productores sobre la producción de Sekt, permitiendo a las cooperativas vinícolas y a los viticultores individuales producir y vender sus propios vinos espumosos. El conjunto de estas dos decisiones llevó a la posibilidad de utilizar el nombre Sekt para vinos espumosos de calidad variable.
El Sekt se suele suministrar con un sacacorchos (un tapón metálico y una jaula) para soportar la considerable presión del CO2. También conlleva un impuesto Schaumwein, que desde 2005 asciende a 136 euros por hectolitro, o 1,02 euros por botella de 0,75 litros 14. Este impuesto fue introducido por el Kaiser Guillermo II en 1902 para financiar la expansión de la Marina Imperial.
Los alemanes también llaman Sekt a vinos extranjeros similares, como el Krimsekt (a menudo tinto) de Crimea.

### Argentina
- Método Champenoise
- Método Charmat

### Australia
La producción australiana de vino espumoso se ha desarrollado en poco tiempo, gracias sobre todo a las inversiones de varias casas de champán, como Moët et Chandon y Louis Roederer.
El clima fresco de Tasmania la ha convertido en una región privilegiada para la producción de vinos espumosos, con muchos productores procedentes de Australia. El comentarista de vinos James Halliday señaló que "la gran mayoría de los mejores vinos espumosos proceden ahora de Tasmania, mientras que Tyson Stelzer también afirmó que "Tasmania conserva su lugar como capital del espumoso de Australia, con el uso combinado de variedades de uva tradicionales y la fermentación secundaria.
Mientras que la mayoría de los vinos espumosos se elaboran con chardonnay, pinot noir y pinot meunier, el shiraz espumoso, que es un vino espumoso tinto, se elabora con syrah. La mayoría de ellos son tradicionalmente ligeramente dulces, pero algunos productores están elaborando estos vinos secos, con cuerpo y taninos presentes.
Desde 2012, los grandes productores de vino espumoso han empezado a utilizar tapones de rosca en lugar de los tradicionales tapones de corcho sujetos por un morrión.

### República Checa

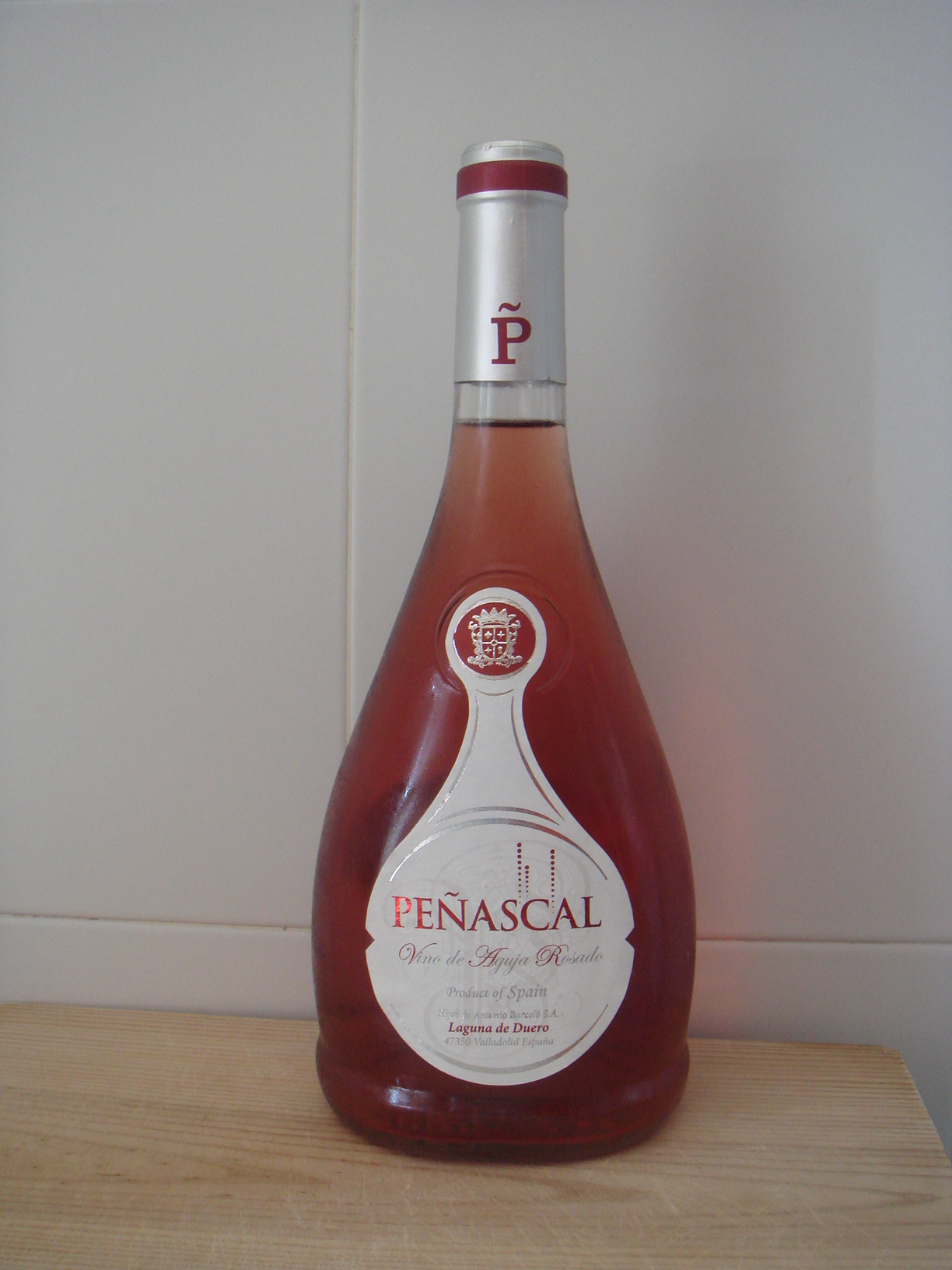
Peñascal, un clásico vino de aguja rosado de Laguna de Duero, España

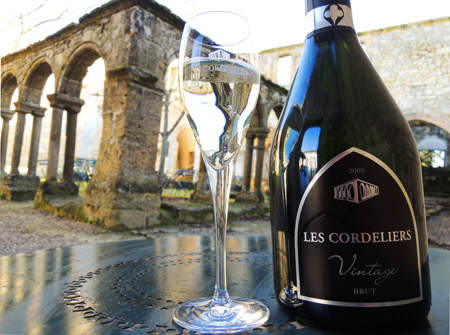
Crémant de Bordeaux Blanc Brut Les Cordeliers

el Bohemia Sekt

### Chile
Chile produce unos 12 millones de botellas de vino espumoso al año, de las cuales sólo se exportan unos 1,6 millones a mercados extranjeros. Aunque los vinos espumosos se elaboran desde 1879, todavía no se han convertido en una parte importante de la cartera de vinos de Chile. En los últimos años, la variedad de uva País se ha utilizado de forma creativa, sola o en mezclas, para producir vinos modernos que han recibido buenas críticas. El aumento de la demanda de los consumidores y una selección cada vez más variada de uvas de clima frío han hecho que aumente el número de vinos espumosos frescos y deliciosos, que van desde los muy secos a los ingleses y a los semisecos, pasando por los blancos, los blanc de noir y los rosados. Valdivieso produce el 60% de los vinos espumosos de Chile. La mayoría de los métodos de producción utilizados son económicos, pero el 20% de los vinos se producen con el método champenoise y a partir de pinot noir y chardonnay. También hay una bebida elaborada con una mezcla de vino espumoso pinot noir y pulpa de fresa recién recogida a mano.

### España
- El Cava español (159 municipios de Cataluña, La Rioja, Euskadi, Aragón, Álava, Navarra, Extremadura y Comunidad Valenciana configuran la zona de producción delimitada del Cava).
- El Xamprada Bierzo
- El Ardayel Bierzo
- El Rueda espumoso de Valladolid
- El Cueva de Villanueva de Alcardete (Toledo)
- El Rías Baixas espumoso de Pontevedra (Galicia)
- El Marina Alta de Alicante (Comunidad Valenciana)
- El vino espumoso de Rioja (nuevo producto amparado por la DOCa Rioja)[8]

### Estados Unidos de América
Los vinos espumosos producidos en Estados Unidos pueden elaborarse tanto con el método champenoise como con el método de tanque cerrado. Los vinos espumosos de menor coste, como André, Cook's y Tott's, suelen utilizar este último método, pero los vinos espumosos de mayor calidad se elaboran con el primero. La historia de la producción de vino espumoso de calidad en California se remonta al valle del río Ruso, en el condado de Sonoma, donde, en 1892, los hermanos Korbel (emigrados de Bohemia en 1852) empezaron a producir vino espumoso siguiendo el método de Champagne. Los primeros vinos que se produjeron fueron de Riesling, Muscat, Traminer y Chasselas. Ayudada en parte por la influencia extranjera, la calidad general del vino espumoso de California aumentó con la introducción de variedades de uva más tradicionales en la producción de vino espumoso (Chardonnay, Pinot Noir, Pinot Meunier y Pinot Blanc). Los requisitos de la AVA y la legislación vitivinícola de EE. UU. no regulan el nivel de azúcar y dulzor del vino, aunque la mayoría de los productores tienden a ajustarse a las normas europeas: el vino crudo tiene menos de un 1,5% de azúcar y el dulce más de un 5%. A medida que la industria del vino espumoso se desarrollaba en California, la inversión extranjera de algunas de las grandes casas de Champagne hizo que se establecieran bodegas en la región. Entre ellos, Moët et Chandon con Domaine Chandon, Louis Roederer con Roederer Estate y Taittinger para Domaine Carneros.
Aunque muchos de los principales productores estadounidenses de vinos espumosos utilizan métodos de producción tradicionales, existen claras diferencias en sus técnicas de vinificación que tienen un efecto significativo en el sabor de los vinos. En Champagne, la mezcla de vinos base rara vez tiene menos de 30 vinos, y a veces hasta 60, procedentes de uvas de 4 a 6 añadas diferentes. En California, las cuvées suelen estar formadas por 20 vinos de una o dos añadas. Las leyes del champán exigen que el vino pase al menos 15 meses sobre las lías en el caso de los champanes sin añada y al menos 3 años en el caso de los champanes con añada. No es raro que un champán de primera calidad envejezca durante 7 años o más antes de salir al mercado. En Estados Unidos, no hay requisitos mínimos, y el envejecimiento puede variar de 8 meses a 6 años. Otra diferencia, sobre todo en los vinos espumosos californianos, es el favorable clima californiano, que permite producir un vino de cosecha casi todos los años.
La normativa estadounidense actual prohíbe el uso del término "champán" en vinos no producidos en Champagne, a menos que la etiqueta se haya utilizado antes de 2006. El gobierno estadounidense no aprobará ninguna nueva etiqueta que incluya el término "Champagne" para los vinos producidos fuera de la región de Champagne después de 2006. Estas "etiquetas protegidas" sólo pueden utilizar el término en una etiqueta de vino si aparece junto a la designación "lugar de origen actual. Casi la mitad de los vinos espumosos que se consumen en este país se siguen vendiendo de forma bastante ilegal bajo el nombre de "Champagne", a pesar de los numerosos casos judiciales y los acuerdos de buena conducta entre las empresas vinícolas estadounidenses y el Comité Interprofesional del Vino de Champagne.
El crecimiento de la industria vitivinícola de los Finger Lakes en el estado de Nueva York y el éxito de los vinos Riesling de la región ha llevado a un número creciente de productores, como Swedish Hill Vineyards, a elaborar vinos espumosos de Champagne a partir de Riesling (hasta el 100%).35 Los productores de los Finger Lakes, como Swedish Hill Vineyards, también elaboran Champagne. Los productores de los Finger Lakes, como Glenora y Casa Larga, también producen vino espumoso de método champenoise a partir de otras variedades de uva tradicionales, como Chardonnay y Pinot Noir.

### Francia
- El Aÿze, vino espumoso de Alta Saboya, obtenido a partir de una variedad de uva única de la región, la Gringet.
- La Blanquette de Limoux
- El Champagne
- La Clairette de Die
- Los Crémants :
  - Crémant de Alsacia
  - Crémant de Burdeos
  - Crémant de Borgoña
  - Crémant del Jura
  - Crémant del Loira
  - Crémant de Limoux
- El vino de Cerdon
- El Gaillac "perlado" (Gaillac perlé)
- El Gaillac espumoso (Gaillac mousseux)
- El vino de Seyssel espumoso
- El Vouvray espumoso
- El Saint-Péray
- El Nuvo

### Gran Bretaña
En Gran Bretaña se producen algunos vinos espumosos en Inlgaterra.
La producción comercial de vinos espumosos fermentados en botella a partir de uvas cultivadas en Inglaterra comenzó en la década de 1960, aunque los vinos espumosos elaborados en el Reino Unido con uvas importadas son más antiguos. En la década de 1980, algunos viticultores ingleses empezaron a cultivar las variedades de uva utilizadas en Champagne -Chardonnay, Pinot Noir y Pinot Meunier- y en las décadas siguientes aumentó la disponibilidad de vinos espumosos ingleses elaborados con estas variedades. En la actualidad, hay más de 100 viñedos en Inglaterra que producen vinos espumosos. Nyetimber, Ridgeview y Chapel Down se encuentran entre los mayores productores En 2010, Chardonnay y Pinot Noir fueron las dos variedades de uva más plantadas en los viñedos ingleses. Junto con la Pinot Meunier, las tres variedades combinadas representaron alrededor del 40% de las vides plantadas, lo que parece reflejar un creciente interés por los vinos espumosos ingleses. Otras variedades utilizadas son Auxerrois, Seyval blanc, Müller-Thurgau, Reichensteiner y Bacchus. Para ponerlo en contexto, la producción actual de todos los tipos de vino inglés es de una media de 2 millones de botellas al año.
Historia del Vino Espumoso
El primer documento francés que menciona el champán espumoso data de 1718 y alude a su aparición veinte años antes entre 1695 y 1698. En Inglaterra el vino espumoso era una bebida tan popular que los dramaturgos de esa época escribían sobre esta bebida. La primera mención inglesa es de sir George Etherege quien escribió en 1676 The Man of Mode:
''Por las calles Mall y Park
donde nos amamos hasta que oscurece,
entonces el burbujeante champán
acaba con su reino...''
Los ingleses poseían la tecnología del vino espumoso y la utilizaban para transformar los vinos franceses en efervescentes, aunque los franceses ya fabricaban este tipo de vino todavía no lograban mejorar su técnica; los ingleses por su parte, recibían los vinos en barriles y los embotellaban desde finales del siglo XVI, permitiendo tener una ventaja sobre el país vecino (Francia), ya que sus botellas era mucho más resistentes que las francesas y soportaban eficientemente la presión interna de los gases, cabe agregar que los ingleses también hacían uso de un precinto para conservar el corcho en su lugar, el uso del corcho se perdió con el abandono de los romanos de Gran Bretaña, pero después los mismos comerciantes ingleses recuperaron su uso mucho antes que los franceses quienes utilizaban tapones de madera.
En 1615, el cristal inglés era mucho más resistente, y a principios de 1630 los comerciantes ingleses comenzaron a utilizar las botellas de vidrios conocidas en francés como verre anglais (vidrio inglés) para embotellar el vino para su comercialización.
Por todo esto, queda claro que los ingleses tenían los medios para conservar la efervescencia de un champán espumoso mucho antes de la primera mención escrita de sir George Etherege.
La doble fermentación que es la característica principal de estos vinos, se estaba dando de manera accidental, siendo la causa más habitual para estos vinos “defectuosos” era la fría ubicación de Champagne en el norte, donde la fermentación se detendría prematuramente con el primer asomo del invierno y volvería a iniciarse cuando el vino estaba embotellado y almacenado en una calidad taberna inglesa.
La adición de azúcar en los vinos terminados, es el elemento más rudimentario del método tradicional que tiene como intención específica de hacerlo más “alegre”, “brioso” o “vivo” palabras que a menudo se asocian con la efervescencia inequívoca de los vinos espumosos; existe un documento que confirma esta técnica y se encuentra en Londres, donde se presentó el 7 de diciembre de 1662 a la recién creada Royal Society, escrito de 8 páginas titulado “Algunas observaciones concernientes a la clasificación de los vinos” de Christopher Merret quien afirmaba “Recientemente, nuestro vinateros utilizan grandes cantidades de azúcar y melazas para que todo tipo vino se vuelva brioso y espumoso”.
Con toda seguridad se puede decir que la creación de los vinos espumosos es más inglesa que francesa.

### Italia
- El Lambrusco
- El Asti spumante
- El Prosecco
- El Franciacorta
- El Fragolino

El término "spumante" no se utilizó en un contexto vitivinícola hasta 1908, más de 40 años después del primer vino espumoso italiano que utilizaba el método de Champagne producido por Carlo Gancia, que posteriormente se comercializó con el nombre de "Champagne Moscato "38.
Los vinos espumosos se producen en toda Italia, pero los más comunes en el mercado mundial son el Franciacorta de Lombardía, el Asti de Piamonte, el Lambrusco de Emilia y el Prosecco de Véneto. La denominación de origen de Trento (DOC) también es famosa. Aunque los vinos de Franciacorta se elaboran con el método tradicional, la mayoría de los vinos espumosos italianos, especialmente el Asti y el Prosecco, se elaboran con el método de tanque cerrado.
El Asti es un vino ligeramente dulce elaborado con la uva Moscato de la provincia de Asti. El vino se distingue por su baja graduación alcohólica, de aproximadamente un 8%, y sus aromas frescos y de uva. El Moscato d'Asti es una versión ligeramente efervescente del estilo frizzante d'Asti39. Es más dulce y contiene aún menos alcohol, normalmente alrededor del 5,5%.
La región de Franciacorta, al noroeste de Brescia, alberga la mayor parte de la producción de vinos espumosos de Italia. Elaborados principalmente con Chardonnay y Pinot Blanc, los vinos espumosos etiquetados con la denominación de origen Franciacorta (DOCG) no pueden contener más de un 15% de Pinot Noir. Se elaboran vinos espumosos Franciacorta de añada y sin añada que requieren 30 y 18 meses de crianza sobre lías respectivamente38,40. Franciacorta Satèn, un Blanc de Blancs, se produce con una presión reducida de 4,5 atmósferas en lugar de 6 para una expresión de dulzura38.
Trento (DOC) es una denominación de vinos espumosos blancos y rosados elaborados según el método tradicional. Se utilizan Chardonnay, Pinot Noir, Pinot Blanc y Pinot Meunier. Los vinos deben reposar al menos 15 meses sobre sus lías para los vinos sin añada, 24 meses para los vinos de añada y 36 meses para los vinos de reserva. La graduación alcohólica mínima debe ser de 11,5% o de 12% para el riserva. Los vinos de Trento (DOC) se distinguen por su color amarillo pajizo.
El Prosecco se elabora en estilos totalmente espumosos (spumante) y ligeramente espumosos (frizzante). El vino se produce en las frescas colinas que rodean la ciudad de Valdobbiadene y suele ser seco, aunque también se producen ejemplares más dulces41.
Los vinos suelen etiquetarse con la denominación VFQPRD (Vini Frizzanti di Qualità Prodotti in Regioni Determinate): Vino espumoso de calidad producido en determinadas regiones.

### Hungría
Pezsgö
El equivalente húngaro del vino espumoso es el pezsgő. Los inicios de la producción significativa de vino espumoso en Hungría se remontan a la primera mitad del siglo XIX. Las primeras bodegas de vino espumoso fueron fundadas cerca de Pozsony (hoy Bratislava, Eslovaquia) por Johann Fischer y el Dr. Michael Schönbauer en 1825 (las primeras de Europa Central) y Esch és Társa en 1835. Unas décadas más tarde, los principales productores de las colinas de Buda y Budafok, cerca de la capital, crearon un nuevo centro de producción, el "Champagne húngaro", que todavía existe. A finales del siglo XIX, los dos viñedos más importantes fueron los de József Törley és Társa, que se trasladaron de Reims (Francia) a Budafok en 1882, y los de Louis és César-François, fundados en 1886. Tras la era soviética, la industria vinícola húngara renació. Bodegas nuevas y antiguas buscan las raíces olvidadas. La mayor parte de los vinos espumosos húngaros se producen por el método de cuba cerrada y el método de trasvase, y una cantidad pequeña, pero en constante aumento, por el método de Champagne. Las variedades de uva utilizadas en la producción pueden ser internacionales como Chardonnay, Pinot Noir, Riesling, Muscat Ottonel, Muscat de Lunel o autóctonas como Olaszrizling, Kékfrankos, Furmint, Királyleányka, Hárslevelű, Kéknyelű y Juhfark.

### Luxemburgo
El crémant de Luxemburgo

### Portugal
- Bairrada
- Távora-Varosa

Espumante es la versión portuguesa del vino espumoso. A diferencia del cava, que sólo se produce en climas septentrionales, el Espumante se produce no sólo en la húmeda región del Minho, la zona de producción del Vinho Verde en el norte, sino también en todo Portugal hasta el sur, en el Alentejo, conocido por sus temperaturas extremas y su clima árido.
Mientras que España cuenta con un consejo regulador del cava (DOC) repartido por varias regiones, la calidad Espumante sólo se produce en la denominación de origen Bairrada, situada en el sur del Miño. Para que un vino se certifique como Espumante de la denominación de origen Bairrada, debe ser elaborado según el método tradicional de Champagne (indicando el año de la cosecha) y llevar la certificación VEQPRD (Vinho Espumante de Qualidade Produzido de Região Déterminada).
Los vinos clasificados como VFQPRD (Vinho Frisante de Qualidade Produzido de Região Déterminada) son vinos espumosos regionales producidos con tres métodos posibles (método tradicional de champán, método de tanque cerrado o método de transferencia) y en una de las siguientes regiones: Dão, Douro, Ribatejo, Minho, Alentejo o Estremadura.
Los vinos clasificados como VQPRD son vinos espumosos que pueden obtenerse mediante la inyección de gas en el vino y que se producen según los métodos de champán, tanque cerrado y transferencia, en cualquier lugar de Portugal.
El Espumoso es el nivel más barato y bajo de los vinos espumosos portugueses y se produce inyectando CO2 en el vino.
Los espumantes de alta calidad se encuentran en la región de Bairrada y en la región de Távora-Varosa - Murganheira es un ejemplo de espumante de alta calidad de esta última región.

### Rumanía
En Rumanía, el vino espumoso se elabora principalmente en Panciu. El mismo método tradicional se utiliza en Azuga, donde el clima de montaña es ideal para la segunda fermentación de los vinos espumosos blancos y rosados en bodegas de superficie con refrigeración pasiva. Las uvas utilizadas (obviamente no cultivadas en este clima) son Chardonnay y una mezcla de Chardonnay y una variedad rumana llamada Fetească regală. La bodega Rhein Azuga, ahora propiedad de Halewood International, se fundó en 1892 y sigue utilizando los mismos métodos y herramientas de entonces En 2006, volvieron a ser proveedores oficiales de la Casa Real de Rumanía, tras haber recibido este honor entre 1920 y 1947. Su Rhein Extra, que todavía se produce en el mismo edificio, se sirvió en la coronación del rey Fernando I en Alba Iulia en octubre de 1922.

### Sudáfrica
Los vinos espumosos sudafricanos elaborados según el método tradicional se denominan "Methode Cap Classique" (MCC). Los primeros vinos elaborados con este método fueron producidos en 1968 por Simonsig Wine Estate, en Stellenbosch, y salieron a la venta en 1971. Desde entonces, otras bodegas han empezado a utilizar el método Cap Classique para producir vinos espumosos. El término se adoptó en 1992 en respuesta a la prohibición de utilizar las palabras "Champagne" y "Champenoise" para todo lo que no sea un vino fermentado en botella y elaborado en Champagne. Ese mismo año, los productores se unieron para formar la Asociación de Productores de Cap Classique (CCPA), que se esfuerza por mejorar los estándares de calidad de sus 60 bodegas miembros. Cada año se producen aproximadamente 2,5 millones de botellas.
Existen normas de calidad mínimas acordadas, a las que hasta ahora se adhieren todos los productores de forma voluntaria. Los únicos criterios controlados por la certificación son el tiempo de permanencia en las lías (mínimo 9 meses) y que el vino tenga un mínimo de 3 bares de presión9 . Sin embargo, los vinos suelen permanecer sobre sus lías de 1 a 2 años y a veces más. Las variedades de uva tradicionales de Champagne, como Chardonnay, Pinot Noir y Pinot Meunier, se utilizan principalmente para la producción de MCC. Sin embargo, el uso de otras variedades de uva es cada vez más popular, como la Sauvignon Blanc y la Chenin Blanc. También hay vinos espumosos elaborados con el método de tanque cerrado y vino espumoso tinto elaborado con la variedad pinotage Aunque las variedades de uva utilizadas son las mismas, el clima cálido de los viñedos sudafricanos confiere a estos vinos un sabor afrutado único, que los distingue de los del Viejo Mundo. La calidad de los MCC sudafricanos puede compararse con la de los vinos producidos en Champagne.

### Uruguay
- Medio y Medio[20]

### Venezuela
- Caroreña Verano: Sangría gasificada y envasada para su venta tal como la cerveza. Elaborada por Empresas Polar.

### Otros países de Europa del Este
En la Unión Soviética, el vino espumoso se producía con el nombre de champán soviético o Sovetskoye Shampanskoye, casi siempre endulzado. Esta denominación sigue utilizándose para los vinos espumosos producidos en varios países que formaron parte de la Unión Soviética, como Georgia, Armenia, Bielorrusia, Moldavia, Rusia y Ucrania. Lo más probable es que el nombre se haya mantenido porque Sovetskoye Shampanskoye era uno de los pocos productos o marcas de la época soviética que se consideraban lujosos. A menudo, los nombres se cambiaban para que coincidieran con el país exacto, por ejemplo, el champán georgiano. Hoy en día es más común encontrar el Sovetskoye Shampanskoye producido en estilo seco o semiseco. Los productos gozan de cierta popularidad internacional, por lo que el seco y el semiseco de fabricación rusa pueden encontrarse en los mercados europeos y un semidulce moldavo elaborado con uvas moscatel se puede adquirir regularmente en Estados Unidos.